# Роналдо: опсесија за савршенством
Роналдо: опсесија за савршенством (итал. Ronaldo, the Obsession for Perfection) је књига о португалском фудбалеру Кристијану Роналду дос Сантос Авеиру (порт. Cristiano Ronaldo dos Santos Aveiro), познатијем као Кристијану Роналду који тренутно наступа за Манчестер јунајтед и репрезентацију Португалије, аутора Луке Каиолија (итал. Luca Caioli), објављена 2012. године у издању издавачка куће Icon Books. Српско издање књиге је обајвила издавачка кућа "Наволи" из Београда 2013. године у преводу Весне Веселић и Јелене Бумбуловић.

## О аутору
Лука Каиоли је рођен у Милану 1958. године. Као спортски новинар радио је у многим значајнијнијим редакцијама, као што су: L’Unita’, La Repubblica, Corriere della sera, La Gazzetta dello sport. Опробао се и на телевизији као шеф спортске редакције Euronews. Од 2001. живи у Мадриду, где је почео да се бави и списатељским радом. Најпознатије објављене књиге су му о Месију, Роналду и Нејмару, које су преведене и на српски језик.

## О књизи
Роналдо: опсесија за савршенством је књига о једном од најбољих и најпопуларнијих фудбалера данашњице.
То је прича о фудбалеру који је са дванаест година напустио Мадеиру, острво на коме је рођен, да би прешао у Спортинг из Лисабона. На инсистирање Сер Алекса Фергусона са осамнаест година је добио дрес са бројем 7 у Манчестер јунајтеду. Тај број је био раније намењен легендама клуба: Чарлтону, Бесту, Кантони, Бекаму.
У књизи је описано и то како је сезони 2010/11, у три такмичења, у својој 26. години, постигао за Реал Мадрид 53 гола, чиме је оборен рекорд краљевског клуба.
Роналдове реченице које су цитиране у књизи:
| „ | Волим што сам Кристјано Роналдо. | ” |

| „ | Волим оно што радим, волим свој живот, срећан сам. | ” |

| „ | Себе сматрам победником. Чешће побеђујем него што губим. Увек се трудим да будем предан. Знам да то није лако, али ништа у животу није лако. Да јесте, не бисмо плакали на рођењу. | ” |

| „ | Немам времена за људе који ме лажу - лагање е за мене једна од најгорих особина. Стварно ме разбесни. | ” |